# Catirumbava
A catirumbava (Orthogonys chloricterus) é uma espécie de ave da família Thraupidae. É a única espécie do género Orthogonys.
É endémica do Brasil. Seus habitats naturais são: regiões subtropicais ou tropicais húmidas de alta altitude e florestas secundárias altamente degradadas.